# Exobasidium cassiopes
Exobasidium cassiopes ist eine Pilzart der Familie der Nacktbasidienverwandten (Exobasidiaceae) aus der Ordnung Ustilaginomycotina. Sie ist ein Endoparasit der Mertens-Schuppenheide (Cassiope mertensiana). Symptome des Befalls durch den Pilz sind helle Sprosse und missgebildete Blätter der Wirtspflanzen. Das Verbreitungsgebiet der Art liegt in der nördlichen Holarktis.

## Merkmale

### Makroskopische Merkmale
Exobasidium cassiopes ist mit bloßem Auge zunächst nicht zu erkennen. Symptome des Befalls sind hellgrüne bis hellrosane Sprosse mit kaum abgesetzten Blattpaaren und verformte, bis zu 6 × 3 mm große Blätter sowie im Spätstadium auf der Wirtsoberfläche hervortretendes Myzel.

### Mikroskopische Merkmale
Das Myzel von Exobasidium cassiopes wächst wie bei allen Nacktbasidien interzellulär und bildet Saugfäden, die in das Speichergewebe des Wirtes wachsen. Die selten zwei-, meist drei- bis viersporigen Basidien sind unseptiert. Sie wachsen direkt aus der Wirtsepidermis oder aus Spaltöffnungen. Die bananenartig geformten Sporen sind hyalin und 10–16 × 2,5–3,5 µm groß. Zunächst sind sie einzellig, reif weisen sie ein bis drei Septen auf. Die Konidien sind 6–12 × 0,8–1,5 µm groß und bazillen- bis annähernd keulen- oder spindelförmig.

## Verbreitung
Das bekannte Verbreitungsgebiet von Exobasidum cassiopes umfasst die nördlichen Regionen der Holarktis von Europa bis Nordamerika.

## Ökologie
Die Wirtspflanze von Exobasidium cassiopes ist die Mertens-Schuppenheide (Cassiope mertensiana). Der Pilz ernährt sich von den im Speichergewebe der Pflanzen vorhandenen Nährstoffen, seine Basidien brechen später durch die Blattoberfläche und setzen Sporen frei. Die Sporen keimen zu Konidien, aus denen sich dann neues Myzel entwickelt.